# Potentilla heptaphylla
Potentilla heptaphylla es una especie de planta herbácea perenne perteneciente a la familia Rosaceae. Es originaria del centro de Europa.

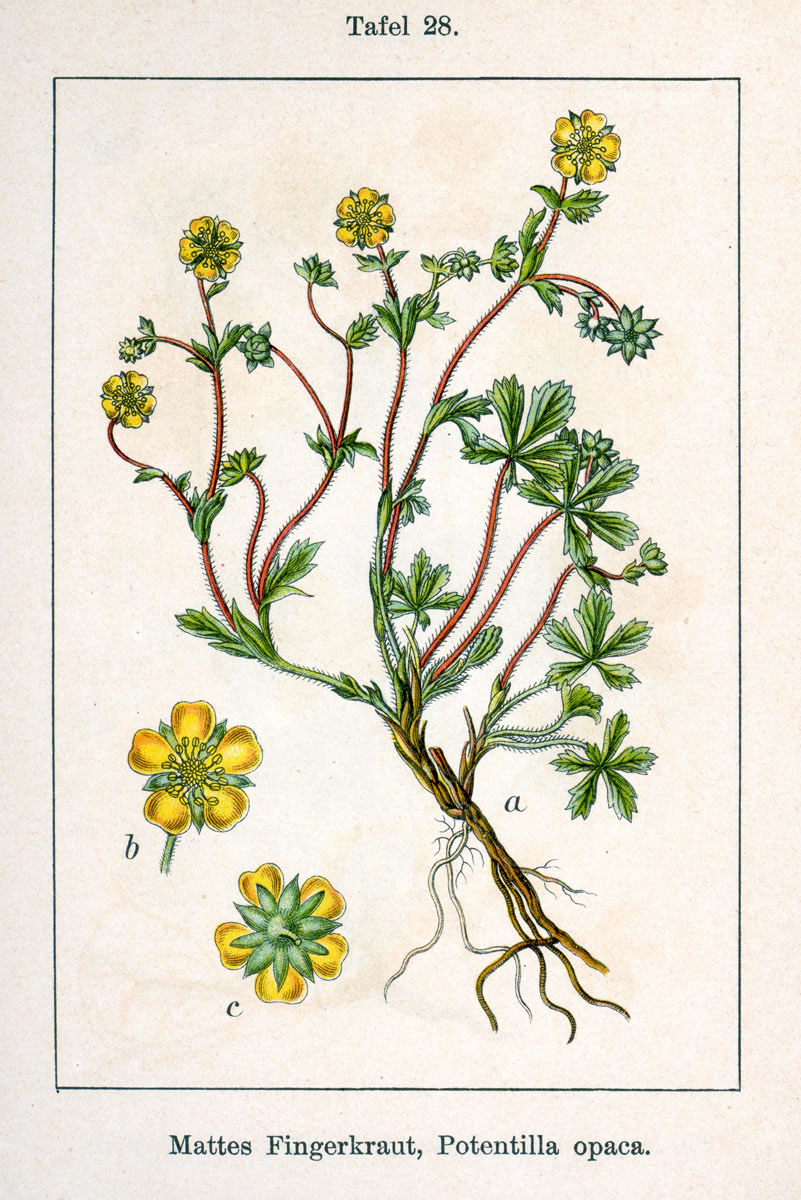
Ilustración

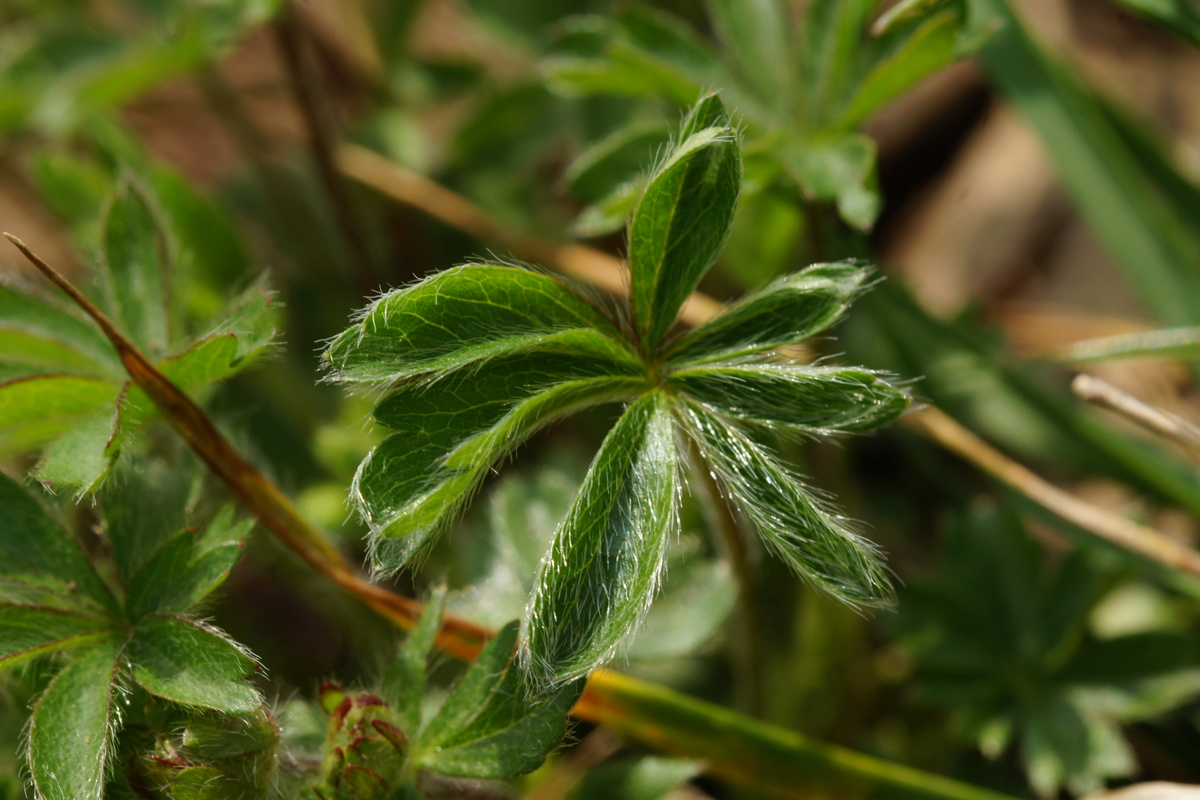
Detalle de la hoja

## Descripción
Es una planta herbácea perennifolia, que alcanza un tamaño de 5 a 20 cm de altura. El tallo postrado a ascendente y peciolos peludos, con pelos glandulares y rojizos. Las hojas basales son de largo pecíolo y se componen de siete foliolos. Las hojas son lanceoladas invertidas con cinco a ocho dientes en cada lado,  de 10 a 25 mm de largo.
El tallo de la flor es ascendente, de 10 a 20 cm de largo. Las flores son hermafroditas, con simetría radial y tienen un diámetro de aproximadamente 10 a 15 mm. Los sépalos exteriores oblongo-elípticas, obtusos, y 2,5 a 4,0 mm de largo. Los sépalos tienen forma de huevo y que tiene una longitud de 4 a 5 mm más largos que los sépalos exteriores. Los pétalos son de color amarillo, ampliamente obovadas, de 5 a 7 mm de largo. Florece de abril a junio. La polinización se hace generalmente por los insectos.

## Taxonomía
Potentilla heptaphylla fue descrita por (L.) Mill. y publicado en Centuria II. Plantarum ... 13, no. 35. 1755.
Etimología
Potentílla: nombre genérico que deriva del latín postclásico potentilla, -ae de potens, -entis, potente, poderoso, que tiene poder; latín -illa, -illae, sufijo de diminutivo–. Alude a las poderosas presuntas propiedades tónicas y astringentes de esta planta. 
heptaphylla: epíteto latíno que significa "con siete hojas".
Variedades
- Potentilla heptaphylla subsp. australis (Krašan) Gams
- Potentilla heptaphylla var. coronensis Schur
- Potentilla heptaphylla var. subalpina Schur

Sinonimia
- Dynamidium opacum (L. ex Spenn.) Fourr.
- Fragaria rubens Crantz
- Potentilla chrysantha subsp. gentilis (Jord.) P.Fourn.
- Potentilla dubia Moench
- Potentilla gentilis Jord.
- Potentilla × matzialekii Opiz ex Domin
- Potentilla opaca (L. 1759)
- Potentilla opaca var. rubens (Crantz) Nyman
- Potentilla polymorpha var. opaca L. ex Spenn.
- Potentilla rubens (Crantz) All.
- Potentilla rubens (Crantz) Zimmeter
- Potentilla verna var. opaca (L. ex Spenn.)
- Potentilla verna subsp. opaca (L. ex Spenn.) Bonnier & Layens[3]